# 統営警察署
統営警察署（トンヨンけいさつしょ）は、慶南地方警察庁所管の警察署である。

## 管轄区域
- 統営市

## 沿革
- 1945年10月 - 開署
- 1955年9月1日 - 忠武警察署に改称
- 1995年1月27日 - 統営警察署に戻す
- 2005年7月2日 - 現在の庁舎に移転

## 組織
- 警務課
- 生活安全課
- 捜査課
- 警備交通課
- 情報保安課

## 管轄地区隊
- 北新地区隊
- 光道地区隊

## 管轄派出所
- 美修派出所
- 欲知派出所
- 閑山派出所
- 蛇梁派出所
- 山陽派出所